# Crocopato

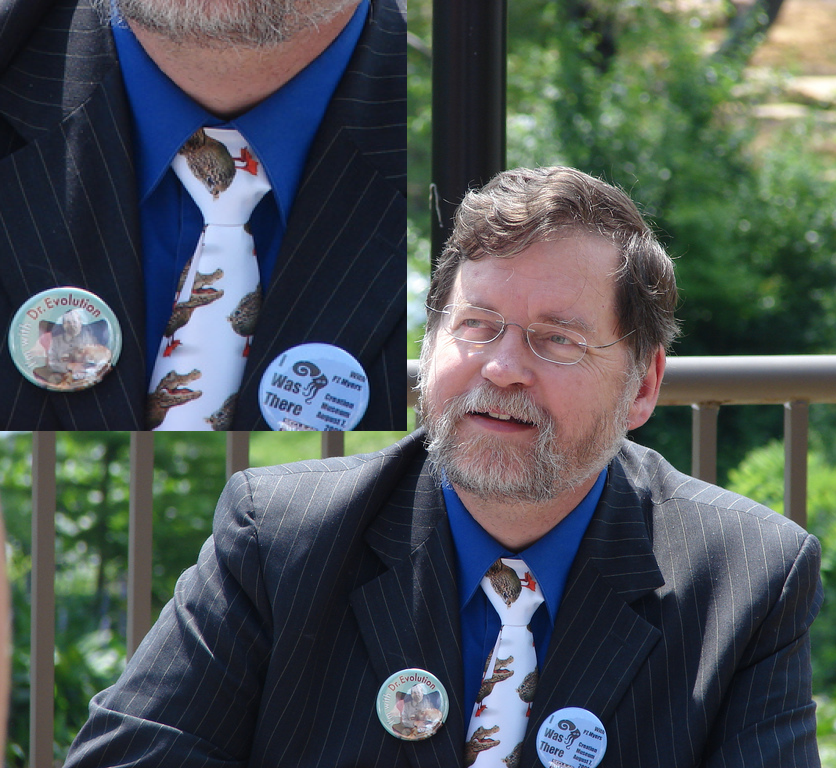
PZ Mayers e sua gravata ao estilo "crocopato"

Crocopato é um animal híbrido fictício com cabeça de crocodilo e corpo de pato proposto em 2007 pelos criacionistas Ray Comfort e Kirk Cameron para ser um animal que deveria existir se seus equívocos sobre a teoria da evolução fossem verdadeiros. O animal se tornou um meme da internet usado para ridicularizar as deturpações comuns da evolução, ou seja, que a teoria prevê formas intermediárias entre quaisquer dois organismos vivos atualmente.

## História
Em 2007, os criacionistas Kirk Cameron e Ray Comfort participaram de um debate televisionado, parte do qual exibido no ABC Nightline, sobre a existência de Deus. Kirk Cameron exibiu imagens compostas do que "imaginamos que seriam formas genuínas de transição de espécie para espécie. Eles chamavam uma de 'crocopato" e a outra de "pássaro-cão" (birddog). O "crocopato" era um animal com cabeça de crocodilo e corpo de pato, o "sapo-touro" era um animal com cabeça de touro e corpo de sapo, e a "ovelha-cão" era um animal com cabeça de cachorro e corpo de ovelha. Essas imagens foram usadas como uma falácia do espantalho para ridicularizar a teoria da evolução representada por Cameron e Comfort.
Esta afirmação foi amplamente divulgada e ridicularizada como um exemplo de equívocos criacionistas. Em The Greatest Show on Earth: The Evidence for Evolution, o cientista evolucionista Richard Dawkins incluiu uma seção intitulada 'Mostre-me seu crocopato!' no qual comparou isso à questão colocada por outro criacionista sobre por que não havia fóssil de transição fronkey entre sapos e macacos, e descreveu isso como um mal-entendido distorcido da evolução. As espécies modernas compartilham um ancestral comum, mas não são descendentes umas das outras nem de alguma quimera, e os patos não são descendentes de crocodilos. Uma ilustração mostra a gravata crocopato, desenhada pelo web designer Josh Timonen em comemoração a esse equívoco. Dawkins afirmou que "Existem apenas duas. PZ Myers tem uma. Tenho orgulho de dizer que tenho a outra."